# Чіепе Гаосітве Кеагаква Тібі
Чіепе Гаосітве Кеагаква Тібі (англ. Gaositwe Keagakwa Tibe Chiepe; 20 жовтня 1922 — 26 січня 2025) — політик Ботсвани. Міністр закордонних справ Ботсвани (1985—1994).

## Життєпис
Чіепе Гаосітве Кеагаква Тібі закінчила початкову освіту в протектораті Бетшуаналанду і продовжила свою подальшу освіту у Врибурзі в Інституті освіти Тигра Клоофа — першому середньому навчальному закладі сьогоднішньої Ботсвани. Після цього вона вивчала педагогіку в Університеті Форт-Гейр, до 1960-х років єдиним вищим навчальним закладом для чорних африканців у Південній Африці.
У 1946 році вона отримала ступінь бакалавра наук і була першою жінкою в Ботсвані, яка отримала університетську ступінь. Потім вона закінчила курс навчання в Бристольському університеті в 1948 році з дипломом магістра мистецтв і знову була першою жінкою в Ботсвані, яка закінчила аспірантуру.
Після повернення до Бетшуаналанда вона приєдналася до шкільної служби країни і була помічником офіцера з освіти, перш ніж стати на освітянську службу в 1952 році, а потім старшим офіцером з освіти в 1963 році. У 1965 році вона була призначена заступником директора з управління освітою, яка залишалася до 1967 року.
Після отримання суверенітету Ботсваною 30 вересня 1966 року Гаосітве Чіепе була спочатку директором з освіти з 1968 по 1969 рік, а потім була Верховним комісаром у Сполученому Королівстві та Нігерії між 1970 і 1974 роками, а також була послом у Федеративній Республіці Німеччина з акредитацією у Франції, Данії та Норвегії. У той же час вона була постійним представником при Європейському Союзі.
Після повернення до Ботсвани вона стала депутатом Національної Асамблеї у 1974 році і представляла виборчий округ Південь.
У той же час її призначив міністром торгівлі та промисловості президент Серетсе Кхама. Після перестановки уряду вона стала міністром шахт і природних ресурсів у 1977 році та обіймала цю посаду і при наступному президенті Кветті Масіре.
Кветті Масіре призначив її міністром закордонних справ у 1984 році в рамках чергової кадрової зміни. Вона обіймала цю посаду десять років до 1994 року.
Стала міністром освіти в 1994 році. Після звільнення з цієї посади в 1999 році вона обіймала посаду голови Комісії спостереження за виборами Співдружності Націй на виборах 1999 року в Занзібарі. Вона також була спостерігачем на загальних виборах 2000 року та президентських виборах 2002 року в Зімбабве.
Померла 26 січня 2025 року.

## Нагороди та відзнаки
За свої заслуги вона отримала кілька нагород і, крім орденів «За заслуги» та «Ордена за видатну службу» президента Ботсвани, отримала командора Шведського Ордену Полярної зірки та Орден Британської імперії.
Вона також отримала почесний доктор педагогічних наук з Університету Форт-Гейру, літератури та філософії в Чиказькому університеті, а також права з Бристольського університету. У 2009 році університет Ботсвани надав їй звання почесного доктора юридичних наук.
У червні 2010 року за її зусилля щодо зміцнення дипломатичних відносин між Ботсвані та Японією вона була нагороджена Великим хрестом ордену Вранішнього сонця. Зокрема, було визнано, що перша Токійська конференція з розвитку Африки (TICAD) відбулася за її ініціативою в 1993 році.